# Kumari Sharmila
Kumari Sharmila (* 2. März 1995) ist eine indische Leichtathletin, die sich auf den Speerwurf spezialisiert hat.

## Sportliche Laufbahn
Ihren ersten internationalen Wettkampf bestritt Kumari Sharmila bei den Juniorenasienmeisterschaften 2014 in Taipeh, bei denen sie mit 46,36 m  den sechsten Platz belegte. Bei den Asienmeisterschaften 2019 in Doha erreichte sie mit einer Weite von 54,48 m den siebten Platz.
2018 wurde Sharmila indische Meisterin im Speerwurf.